# Culture d'Oustinovka
La culture d'Oustinovka (en russe : Устиновская  культура, Oustinovskaïa koultoura) est la seconde plus ancienne culture préhistorique connue dans le Primorié, dans l'Extrême-Orient russe. Elle a été dénommée d'après le village d'Oustinovka, dans le raïon de Kavalerovo, où cette culture a été mise en évidence pour la première fois.

## Historique
Le site d'Oustinovka, qui se trouve près du village éponyme dans le raïon de Kavalerovo, au nord de Vladivostok, à une dizaine de kilomètres de la mer, a été découvert en 1954. Il a donné son nom à cette culture.

## Chronologie
D'après les vestiges trouvés datés au carbone 14, la culture d'Oustinovka se serait développée de 18 170 ± 150 ans avant le présent (AP) à 10 780 ± 50 ans AP. Mais d'autres auteurs font commencer cette culture dès 35 000 ans AP environ, ou bien s'étendre de 33 000 à 9 500 ans AP, ou encore de 16 000 à 8 000 ans AP. Ces estimations placent cette culture principalement au Pléistocène supérieur récent, avec une extension jusqu'au début de l'Holocène.
Lors du dernier maximum glaciaire, le climat était glacial et le niveau de la mer était inférieur au niveau actuel d'environ 120 mètres. À cette époque, des forêts de bouleaux et de conifères occupaient les plaines et les vallées, tandis que les montagnes étaient couvertes par la toundra, avec quelques glaciers sur les plus hauts sommets. La région du Khanka était parsemée de marécages.

## Mode de subsistance
Les populations vivant au Primorié vers la fin du Pléistocène supérieur étaient des chasseurs-cueilleurs nomades, qui chassaient le mammouth et autres grands mammifères herbivores. On relève toutefois dès cette époque le début des brûlages pour créer des espaces d'habitation,.
Vers 9700 av. J.-C., les températures sont brutalement remontées sur toute la planète, marquant ainsi le début de l'Holocène. Lors de l'optimum climatique de l'Holocène, entre environ 7300 et 6000 av. J.-C., le climat était plus chaud au Primorié d'environ 1 à 2°C par rapport au climat actuel. Au début de l'Holocène, les principales implantations étaient situées dans les vallées fluviales ou sur leurs abords, dans de plus petites vallées. Des outils lithiques plus perfectionnés apparaissent alors, pour couper la viande et les produits de la pêche, mais aussi pour couper le bois. La chasse, la pêche dans les rivières et la cueillette sont à cette époque les seules sources alimentaires. On a trouvé dans la région des sites de pêche saisonniers. La mégafaune du Pléistocène ayant disparu, les chasseurs se tournent vers les cerfs, sangliers, renards et autres petits animaux. L'arc devient plus utile que la lance pour traquer ce nouveau gibier. La forêt fournit des noix, champignons et autres plantes,,. Il y a environ 9 300 ans, de nouvelles colonies apparaissent le long des rivières et des lacs, qui préfigurent la sédentarisation prochaine des populations. 

## Principaux sites
La culture d'Oustinovka semble avoir été influencée par des cultures coréennes antérieures (Hopeyongdong et Khavagayri) datant d'il y a 25 000 à 19 000 ans, particulièrement sur les sites de Souvorovo 4 et d'Oustinovka 5 et 7 (raïon de Kavalerovo). Les sites de Souvorovo 3, Oustinovka 6, Illistaïa 6 et Gorbatka 3 sont quant à eux similaires à des sites du nord de la Corée et du Liaoning. En plus des contacts avec la Chine et la Corée, les populations locales ont aussi été en relation avec les cultures du bassin de l'Amour, de Sakhaline et du Japon, ces dernières étant alors plus facilement accessibles grâce au niveau de la mer plus bas,,.
Les principaux sites de la culture d'Oustinovka se trouvent dans la vallée de la rivière Zerkalnaïa, dans le raïon de Kavalerovo, bien que des sites rattachés à cette culture aient été découverts plus récemment dans d'autres raïons du Primorié. On trouve aussi des sites dans les environs d'Oussouriïsk et dans le raïon de Terneï.
L'optimum climatique de l'Holocène voit des implantations apparaitre le long des rivières, au bord des lacs, qui annoncent un mode de vie plus sédentaire (Souvorovo 3, Ilistaïa 1, etc.). Le long des rivières Suifen, Ilista et Zerkalnaïa, de nombreuses implantations ont été découvertes, et quelques autres le long des fleuves Partizansakaïa, Artiomovka et Arsenievka. Le long de la rivière Zerkalnaïa, 30 sites ont été trouvés. Le site d'Oustinovka persiste, avec pour la première fois des poteries de fabrication locale. Dans le Primorié central, l'obsidienne est utilisée pour la première fois dans la fabrication d'outils lithiques. Citons enfin les sites de Gorbatka et de Molodejanaïa 1 (raïon de Kavalerovo),.